# Schöner Lesen

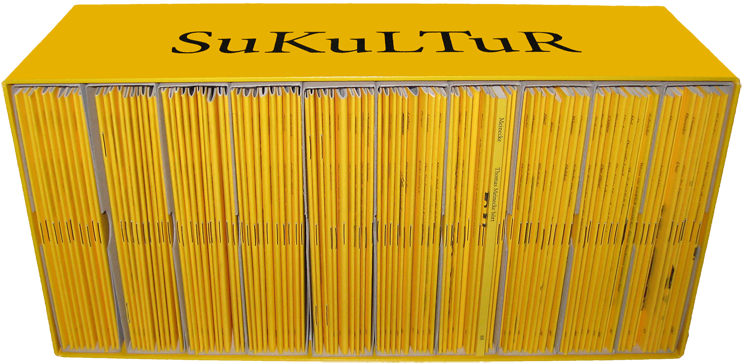
„Die Box“ mit den „Schöner Lesen“-Heften 1–100

Schöner Lesen ist eine Reihe von 16 bis 24 Seiten starken Leseheften, die seit 1996 im Berliner Verlag SuKuLTuR erscheint. Die Inhalte der ersten 147 Hefte wurden vom SuKuLTuR-Programmleiter Marc Degens ausgewählt. Zum Programm gehören vorwiegend Texte von Autoren der deutschsprachigen Gegenwartsliteratur, aber auch fremdsprachige Texte in Übersetzungen. Die Hefte werden vor allem über Süßwarenautomaten vertrieben, auf diese Weise konnten allein in Berlin zwischen 2004 und 2015 über 100.000 Automatenhefte verkauft werden. Seit November 2015, beginnend mit der Heftnummer 148, wird die Reihe von Sofie Lichtenstein und Moritz Müller-Schwefe betreut, die auch die Texte auswählen.

## Entstehung und Charakter der Reihe
Das erste Heft der Reihe erschien 1996, seitdem sind insgesamt über 150 Hefte erschienen, die ein breites Spektrum der Gegenwartsliteratur in verschiedenen Genres abbilden („Pop- und Sci-Fi-Prosa, aber auch autobiografische Erzählungen, Gonzo-Journalismus, Lautpoesie und hermetische Lyrik“).
In einem Verlagsporträt der Wochenzeitung der Freitag wurde „Schöner Lesen“ als „ein einflussreiches Phänomen im Unterholz des Berliner Literaturdschungels“ beschrieben. Im Herbst 2010 veröffentlichte SuKuLTuR die „Box“, einen auf 222 Exemplare limitierten Schuber mit den ersten 100 Leseheften.

## Trivia
Im Jahre 2007 war die Heftreihe „Schöner Lesen“ für den „Vending-Star“, den Innovationspreis des Bundesverbands der Deutschen Vending-Automatenwirtschaft, in der Kategorie „Produkte zur Abgabe bzw. zur Zubereitung in Automaten“ nominiert.

## Titelliste
- 1. Marc Degens: Der Knubbel oder Als wär’s ein Stück von mir
- 2. Marc Degens: Man sucht sich
- 3. Dietmar Dath: Charonia tritonis. Ein Konzert, Dumme bitte wegbleiben
- 4. Marc Degens: Die geraffte Wahrheit dieses Tags
- 5. Bdolf: Populäre Mechanik
- 6. Paul Anton Bangen: Der neue Tom
- 7. Hel: Im Altamiracafé (1982–1984)
- 8. Marc Degens: Himmel die Berge
- 9. Paul Anton Bangen: Tag und Nacht geöffnet
- 10. Hel: Klompenmeistersang. Von der Fuchsig Dullen Griet, ihrem fahrenden Spinnenhaus und ihren zwotausend Mannstückern
- 11. Marc Degens: pop.mitte.berlin. Ein Lob auf die Mittelmäßigkeit
- 12. Thomas Vorwerk: Das fotogene Gedächtnis
- 13. Axel Klingenberg: Der gute Dichter von Ost-Berlin
- 14. Ruud van Weerdenburg: Amsterdamer Katzenhaare (aus dem Niederländischen von Vera Montana und Ruud van Weerdenburg)
- 15. Hel: NA55PO3M
- 16. Bdolf: Zundelfrieder
- 17. Gerald Fiebig: Soundtracks
- 18. Dietmar Dath: Ein Preis. Halbvergessene Geschichte aus der Wahrheit
- 19. Ilse Kilic/Fritz Widhalm: Im Bann der Kurvenbar
- 20. Enno Stahl: Die Idioten
- 21. Karlyce Schrybyr: PO ETR YJU NKF OOD
- 22. Harald Harzheim: Café Cancer
- 23. Achim Wagner: Shesha. Ein Südindien-Reisefragment
- 24. David Wagner: Weiße Nacht
- 25. Wolfgang Müller: Die Nachtigall von Reykjavík
- 26. Marc Degens: Für mich
- 27. Timo Berger: Moldawien
- 28. Linus Volkmann: Das Geheimnis eines Sommers. Ein Drama
- 29. Adrian Kasnitz: Die Maske und zwei weitere Geschichten
- 30. Nikola Richter: Oder mal wieder Halma
- 31. René Hamann: Das Mädchen und die Stadt
- 32. Tom Schulz: Weddinger Vorfahrt
- 33. Washington Cucurto: Die Maschine, die kleine Paraguayerinnen macht (aus dem argentinischen Spanisch übersetzt von Timo Berger)
- 34. Mascha Kurtz: Wir sind’s
- 35. Sterblich & Wagner: Berlin Bunny Lectures 2004
- 36. Marion Pfaus: Unverblümt
- 37. David Wagner: Der Kunstschütze galt als einer der wenigen Artisten
- 38. Monika Rinck: fumbling with matches. Herumfingern an Gleichgesinnten
- 39. Björn Kuhligk: Leben läuft
- 40. Cecilia Pavón: Fette Katze Tonträger (aus dem argentinischen Spanisch übersetzt von Timo Berger)
- 41. Frank Fischer: Die Zerstörung der Leipziger Stadtbibliothek im Jahr 2003
- 42. Alek Popov: Russisches E-mail (aus dem Bulgarischen übersetzt von Alexander Sitzmann)
- 43. Natalia Sniadanko: Fragmente eines ungeschriebenen Drehbuchs für einen mehrteiligen Liebesfilm
- 44. Martin Z. Schröder: Rausrieselnde Holzwolle. 6 Miniaturen
- 45. Denise Duhamel: Barbieland (aus dem Amerikanischen übersetzt von Ron Winkler)
- 46. Kaaja Hoyda: Brot und Spiele im Monsun und andere Texte
- 47. Crauss: Die Frau von Gründau. Drei Dorf-Geschichten
- 48. Karin Wöhrle: Gerbera, Ranunkeln, Flieder. Drei Photosynthesen
- 49. Tolya Glaukos: Das heiße Blut der Chilischoten
- 50. Lothar Quinkenstein: Schnaps. Ein Zyklus in zwölf Sätzen
- 51. Rainer Stolz: Stuckbrüche
- 52. Tanja Dückers: Portola Drive
- 53. Martin Jankowski: Mäuse. Novelle
- 54. Al Burian: Liebesgrüße aus Slowenien (aus dem Amerikanischen übersetzt von Jörn Morisse)
- 55. Jeffrey McDaniel: Siamesische Gegensätze (aus dem Amerikanischen übersetzt von Ron Winkler)
- 56. Stan Lafleur: Ein paar Bars
- 57. Timo Berger: Kafka und ich
- 58. Maik Lippert: Der Tag beginnt mit Kohlendreck
- 59. Daniel Ketteler: Zwei Inseln, eine Reise
- 60. Moritz Weber: Mama Muh und das Schwein
- 61. Mike Bols: Dr. Mike Cray. Aus dem Leben eines Arztes
- 62. David Wagner: Endivien
- 63. Kai Pohl: Das Lübzer bei Kaiser’s ist billiger als das Berliner bei Spar (herausgegeben von Bert Papenfuß)
- 64. Wolfgang Herrndorf: Die Rosenbaum-Doktrin
- 65. Astrid Nette (Hrsg.): Kampf der Künste
- 66. Barbara Wrede: Affenbarbier kann ich immer noch werden
- 67. Tom Schulz: Hundert Jahre Rütli
- 68. Thomas Meinecke hört
- 69. Sarah Manguso: Elf hirschförmige Kekse (aus dem Amerikanischen übersetzt von Ron Winkler)
- 70. David Wagner: Ich bin der Mann / Sie ist die Frau
- 71. Iris Hanika: Vor dem Gericht
- 72. Enno Stahl: Der Pförtner Barnik
- 73. Marc Degens: Ich kann
- 74. Ingo Niermann: Ich allein
- 75. Tosca Hall: Blickdicht
- 76. Myriam Keil: Sonntags
- 77. Thomas von Steinaecker: Klang. Welt. Über Parallelwelten, drei Formeln, aus denen sieben Opern entstehen, und eine Fliege, die im Scheinwerferlicht tanzt: die Stockhausen-Kurse in Kürten 2006
- 78. Axel Klingenberg: Lasst dort Rock sein
- 79. David Wagner: Helden
- 80. Washington Cucurto: Schuhe aus Leinen (aus dem argentinischen Spanisch übersetzt von Timo Berger)
- 81. Ron Winkler: Torp. Skizzen
- 82. Jeghische Tscharenz: Die Reisenden auf der Milchstraße (aus dem Armenischen übersetzt von Matthias Andreas Fritz)
- 83. Alexa Kaufhof: K.
- 84. Ann Cotten: Das Pferd. Elegie
- 85. David Wagner: Für neue Leben
- 86. Herbert Hindringer: Der letzte Mensch mit Segelohren
- 87. Hel: Das süße Land
- 88. Marc Degens: The SuKuLTuR Years
- 89. Jochen Schimmang: Altes Gelände
- 90. Martin Z. Schröder: Wenn ein wirklich stattlicher Mann Studenten unterrichtet
- 91. Bdolf: Der dunkelste Planet
- 92. Simone Bauer: Munich Girl
- 93. Katrin Heinau: Auf Schlössern
- 94. Eugene Ostashevsky: Auf tritt Morris Imposternak, verfolgt von Ironien (aus dem Amerikanischen übersetzt von Uljana Wolf)
- 95. Johnny Haeusler: Uwe
- 96. Klaus Ungerer: Casa Zia Lina
- 97. Gisela Trahms: Die Schlangen wechseln die Ufer
- 98. Stefan Schmitzer: zwei primitive balladen
- 99. Björn Kern: Spielzeitende
- 100. Mark Kubitzke: Mit Tomsky über Grenzen (aufgezeichnet von Ulf Erdmann Ziegler)
- 101. Christoph Peters: Die Katze winkt dem Zöllner
- 102. Kai G. Klein: Die ultraviolette Republik
- 103. Kai Pohl: Fahrkarte zur Revolution
- 104. Mark Kubitzke: In Las Vegas
- 105. Frank Fischer: Der Louvre in 20 Minuten
- 106. Clemens Schittko: Und ginge es demokratisch zu
- 107. Gisela Trahms: Rauchen
- 108. David Wagner: Als die Kinder schliefen
- 109. Wolfgang Korfmacher: Das vollendete Pokerface
- 110. Tom Bresemann: Kein Gesicht
- 111. Thomas Krüger: Sonette an Donald Duck
- 112. Clemens J. Setz: Zeitfrauen
- 113. Dato Barbakadse: Die Leidenschaft der Märtyrer
- 114. David Wagner (Hrsg.): In diese Arme passt viel Licht. Neue finnische Lyrik
- 115. Stefan Heuer: Das dunkelgrüne Körperteil
- 116. Jörn Luther: ALLES
- 117. David Wagner: Suomenlinna
- 118. Dagmara Kraus: revolvers für flubis
- 119. Ulrich van Loyen: Galla
- 120. Chris Kraus: Schreib mir
- 121. Klemens Renoldner: Avenida Errázuriz
- 122. Klaus Ungerer: Die erste Person
- 123. Jan Drees: Teneriffa
- 124. Alexander Gumz, Michael Mieß: 45sec
- 125. Marc Degens: The SuKuLTuR Years
- 126. Sophie Reyer: Die Erfahrung
- 127. Ada Blitzkrieg: Die Strenge
- 128. G13: das war absicht
- 129. Jan Decker: Notizen zu einem Koeppen-Hörspiel
- 130. René Hamann: Monogold
- 131. Falko Hennig: Die Wartburg-Gang und die Schwalben
- 132. Tim Gaedke: Tesserakt
- 133. Anne Hennies: Trainlag
- 134. Ron Winkler: Zuwendung in Zeichen
- 135. Nikolai Vogel: Große ungeordnete Aufzählung (Detail)
- 136. Micul Dejun: Bilder aus Plagwitz, Leutzsch und Lindenau
- 137. Martin Brinkmann: Wüste Träume
- 138. Jörg Albrecht: Aber nicht überall
- 139. Sascha Josuweit: Komm schon
- 140. Martin Z. Schröder: Grau wie unser Hund
- 141. Anja Kümmel: Schimmernder Dunst über Perelín
- 142. Sofie Lichtenstein: Spontaner Trip nach Sachsenhausen
- 143. Mariola Brillowska: An den Mechanischen Präsidenten
- 144. Bartolomeo Scappi: Ein Mittagessen im Vatikan am 17. Januar 1567
- 145. Jan Drees: Lanzarote
- 146. Lea Sauer: Métro
- 147. Stig Sæterbakken: 23 Notizen über den Alkohol
- 148. Moritz Gause: Blue Monday
- 149. Doris Wirth: Kinderspiele
- 150. Joshua Groß: Paradox, zwischen zwei Hügeln
- 151. Andrea Stift: Roh wie romantisch. Ein Reigen
- 152. Etel Adnan: Schreiben in einer fremden Sprache
- 153. Matthias Friedrich: kleine thanatoiden
- 154. Mikael Vogel: Ebola Global
- 155. Simone Kanter: Siebenhautwäsche
- 156. Jan Skudlarek: Du hast Lippen wie Mozart
- 157. Lob der mechanischen Ente
- 158. Tijan Sila: TOGETHER FOREVER
- 159. Theresa Pleitner: Eingenommen die Trümmer
- 160. Andreas Reichelsdorfer: Sam Spade. Privatdetektiv/Auto
- 161. Sophie Reyer: Unsichtbare Sterne
- 162. Anna Hetzer: Stempelkissenbuch
- 163. Leonhard Hieronymi: Babylon Blut Club
- 164. Alexander Graeff: Seelöwen über Kos
- 165. Christian Wöllecke: Der Durchbruch
- 166. Antonio Pucci: Es nervt!
- 167. Cornelia Hülmbauer: MAO OEH D
- 168. Angela Lehner: Der Bär
- 169. Jo Frank: 0
- 170. Sarah Berger: Folgen
- 171. Valentin Moritz: Bahía Salvador
- 172. Christiane Frohmann: Being Christiane F.
- 173. Marius Goldhorn: Ein unsichtbarer Gott
- 174. Sofie Lichtenstein: Ösis, Piefke, Ovarien, Kuchen
- 175. Elias Kreuzmair & Moritz Müller-Schwefe (HG.): Supermarkt
- 176. Monica Fambrough: Monica Fambrough
- 177. Joshua Groß & Lisa Krusche: Die Sinnatome Zerstäuben
- 178. Jess Tartas: Lange laut lachen
- 179. Anton Borlinghaus: Die Studie
- 180. Ramy Al-Asheq: Das Geschenk, das uns alle tötete
- 181. Zara Zerbe: Limbus
- 182. Anja Kümmel: Piece of Cake
- 183. Björn Reich: Die Heilige und die Fliegen
- 184. Fomobot: Die lesende Frau
- 185. Philipp Böhm: Sterben mit den Philistern
- 186. Etel Adnan: Reise, Krieg und Exil
- 187. Kaśka Bryla: Im September sterben die Wespen
- 188. Jenny Schäfer: Durch Fenster reden
- 189. Anna Neuwirth & Julia Knaß: Ist das 1 Literatur
- 190. Anja Rützel: Bei ihrer Rückkehr findet Inge Meißel nur noch ein paar Knöchelchen
- 191. Daniela Dröscher, Paula Fürstenberg (Hrsg.): check your habitus
- 192. Jennifer de Negri: Triebe klimatischer Verhältnisse
- 193. Marc Degens: Das Ich der Geschichte
- 194. Kinga Tóth: TRANSIT
- 195. Daniela Dröscher, Paula Fürstenberg (Hrsg.): Soll & Habitus
- 196. Hatice Acikgoez: ein oktopus hat drei herzen
- 197. Anton Artibilov: Mausoleum Mann
- 198. Raphaela Edelbauer: Der Suizid des Otto Weininger aus der einzig anständigen Perspektive erzählt
- 199. Doombot: Ein Pferd verdurstet im Erdbeerland
- 200. Dima Al-Bitar Kalaji, Ramy Al-Asheq: Weniger als ein Kilometer
- 201. Jana Volkmann: Synkope
- 202. Biba Nass: Blau
- 203. Ruth-Maria Thomas: wie ich frau bin
- 204. Andra Schwarz: Meteor
- 205. Lasse Jürgensen: Floristik
- 206. Christian Dittloff, Paula Fürstenberg (Hrsg.): Herz & Habitus
- 207. Jonë Zhitia: Nadryw | Sprache fühlen
- 208. Maik Gerecke: In anderen Worten
- 209. Lovebot: Die größte Kraft
- 210. Mário Gomes: Hoffmann
- 211. Julianna: DADDY
- 212. Joshua Groß, Planetary Intimacies: Einen Stein skippen